# 菌と鉄
『菌と鉄』（きんとてつ、英語: FUNGUS AND IRON）は、片山あやかによる日本の漫画。『別冊少年マガジン』（講談社）において、2021年4月号から連載中。人類の脳に寄生したキノコが支配している世界を舞台とした作品。本作は片山の少年誌初連載作品である。
連載開始の際に諫山創から応援のコメントが寄せられ、『別冊少年マガジン』2021年4月号に掲載された。単行本第1巻の初版限定封入カードにおいても、諫山がイラストを描きおろしている。

## あらすじ
世界を支配する政府「アミガサ」の兵士であるダンテは、任務のため自分たちの暮らす「エリア」の外に出た際、自分と似たような価値観を持つ女性アオイに出会う。アオイと話していくうちに「アミガサ」に対し不信感を持ったダンテは、「アミガサ」の反逆組織「エーテル」の一員となり立ち向かう。

## 登場人物
ダンテ
エリアD-18内で暮らすアミガサの兵士。字が読めないが身体能力はかなり高い。一生をエリア内で過ごし、毎日決められた生活をし、命令通りに従うことに疑問を持っていた。しかしある日、「エーテル」一派を撃滅するという極秘任務でエリア外に出た際、アオイに出会ったことをきっかけにアミガサに対して不信感を抱く。任務から生きて帰ってきたという理由で脳に巨大なアミガサタケを寄生させられるが、それでも自我を保ち、その能力をエーテルの一員、グラントに認められエーテルとして訓練を積んでいく。
アオイ
アミガサ管轄の女性区で働いているエーテルの一員。ある日、任務中のダンテに出会い、いつかまたダンテと会うことを約束する。
グラント
エーテルのリーダーで、スパイとしてアミガサの総督も務める。アミガサタケに寄生されてもかぶれないダンテの身体能力に感心し、エーテルに引き込む。
ギン
エーテルの特攻部隊であり、ダンテの教官でもある。「メタルカプセル」を飲んでおり、筋肉を鉄化することができる。ダンテがアミガサへ挑発し、狙われていたところを庇い、処刑された。

## 用語
アミガサ
人類の管理社会を築いている世界政府。数百年かけて人類を滅亡させることを計画している。
エーテル
世界各地でテロを起こしている反乱組織。アミガサ最大の敵。
アミガサタケ
全ての人類の脳に寄生しているキノコ。脳から神経系へと菌糸を伸ばし、人間の脳をコントロールする。
女性区
アミガサ管轄の、食料品や日用品を工場生産している女性たちのエリア。

## 制作背景
片山は本作はSF世界であるが、「支配する世界という設定は、規模は小さくても現実にも存在するもの」と考えており、それが読者に伝わるよう頑張って描いているという。
『別冊少年マガジン』の編集チーフの乙黒和彦によると、「どう展開していくか予想のつかない物語がセンスあふれる筆致で描かれる骨太な力作」となっており、書店から声援を受けている。

## 書誌情報
- 片山あやか 『菌と鉄』 講談社〈講談社コミックス〉、既刊7巻（2025年4月9日現在）
  1. 2021年7月9日発行（同日発売[4][3]）、ISBN 978-4-06-523583-6
  2. 2022年6月9日発行（同日発売[5]）、ISBN 978-4-06-528162-8
  3. 2022年11月9日発売[6]、ISBN 978-4-06-529645-5
  4. 2023年6月8日発売[7]、ISBN 978-4-06-531870-6
  5. 2024年1月9日発売[8]、ISBN 978-4-06-534164-3
  6. 2024年10月8日発売[9]、ISBN 978-4-06-537048-3
  7. 2025年4月9日発売[10]、ISBN 978-4-06-539037-5